# Matt Lanter
Matthew MacKendree Lanter (n. 1 aprilie 1983, Massillon⁠(d), Ohio, SUA) este un actor și fotomodel american. A devenit cunoscut după ce a interpretat rolul lui Liam Court în serialul The CW 90210, un spin-off al seriei Fox din anii 1990, Beverly Hills, 90210.

## Filmografie

### Film
| An   | Titlu                              | Rol                            | Note |
| ---- | ---------------------------------- | ------------------------------ | ---- |
| 2004 | Bobby Jones: Stroke of Genius      | Bobby Jones's caddy            |      |
| 2008 | WarGames: The Dead Code            | Will Farmer                    |      |
| 2008 | Star Wars: The Clone Wars          | Anakin Skywalker (voice)       |      |
| 2008 | Disaster Movie                     | Will Clayton                   |      |
| 2009 | Sorority Row                       | Kyle Tyson                     |      |
| 2010 | Vampires Suck                      | Edward Sullen                  |      |
| 2011 | The Roommate                       | Jason Tanner                   |      |
| 2012 | Secret of the Wings                | Sled (voice)                   |      |
| 2013 | Liars All                          | Mike                           |      |
| 2015 | Justice League: Throne of Atlantis | Arthur Curry / Aquaman (voice) |      |
| 2015 | Star Wars: The Force Awakens       | Additional voices              |      |
| 2016 | USS Indianapolis: Men of Courage   | Brian "Bama" Smithwick         |      |
| 2017 | Pitch Perfect 3                    | Chicago Walp                   |      |
| 2018 | The Death of Superman              | Arthur Curry / Aquaman (voice) |      |
| 2020 | Justice League Dark: Apokolips War | Arthur Curry / Aquaman (voice) |      |
| 2020 | Chasing the Rain                   | Eric                           |      |

### Televiziune
| An              | Titlu                                           | Rol                                                                                              | Note                                                                                      |
| --------------- | ----------------------------------------------- | ------------------------------------------------------------------------------------------------ | ----------------------------------------------------------------------------------------- |
| 2004            | Manhunt                                         | Himself                                                                                          | Contestant                                                                                |
| 2005            | 8 Simple Rules                                  | Brendon                                                                                          | Episode: "The After Party"                                                                |
| 2005            | Point Pleasant                                  | Nick                                                                                             | 3 episodes                                                                                |
| 2005–2006       | Commander in Chief                              | Horace Calloway                                                                                  | Main role                                                                                 |
| 2006            | Big Love                                        | Gibson                                                                                           | Episode: "Eviction"                                                                       |
| 2006            | Heroes                                          | Brody Mitchum                                                                                    | Recurring role                                                                            |
| 2006            | Shark                                           | Eddie Linden                                                                                     | 3 episodes                                                                                |
| 2007            | CSI: Crime Scene Investigation                  | Ryan Lansco                                                                                      | Episode: "Fallen Idols"                                                                   |
| 2007            | Monk                                            | Clay Bridges                                                                                     | Episode: "Mr. Monk and the Birds and the Bees"                                            |
| 2007            | Grey's Anatomy                                  | Adam Singer                                                                                      | Episode: "The Heart of the Matter"                                                        |
| 2007            | Judy's Got a Gun                                | Isaac Prentice                                                                                   | Television film                                                                           |
| 2008            | The Cutting Edge: Chasing the Dream             | Zack Conroy                                                                                      | Television film                                                                           |
| 2008            | Life                                            | Patrick Bridger                                                                                  | Episode: "Everything... All the Time"                                                     |
| 2008            | The Oaks                                        | Mike                                                                                             | Episode: "Pilot"                                                                          |
| 2008–2014, 2020 | Star Wars: The Clone Wars                       | Anakin Skywalker (voice)                                                                         | 95 episodes; credit is shared with Hayden Christensen for season 7 episode 11 "Shattered" |
| 2009–2013       | 90210                                           | Liam Court                                                                                       | Main role                                                                                 |
| 2012            | Scooby-Doo! Mystery Incorporated                | Baylor Hotner (voice)                                                                            | 3 episodes                                                                                |
| 2012            | The High Fructose Adventures of Annoying Orange | Matt the Pear                                                                                    | Episode: "Generic Holiday Special"                                                        |
| 2012–2017       | Ultimate Spider-Man                             | - Harry Osborn / Patrioteer, - Flash Thompson / Agent Venom, - Venom, Klaw, Anti-Venom - (voice) | 46 episodes                                                                               |
| 2014            | Star-Crossed                                    | Roman                                                                                            | Main role                                                                                 |
| 2015            | The Astronaut Wives Club                        | Ed White                                                                                         | 3 episodes                                                                                |
| 2015            | CSI: Cyber                                      | Tristan Jenkins                                                                                  | Episode: "Corrupted Memory"                                                               |
| 2016            | Star Wars Rebels                                | Anakin Skywalker (voice)                                                                         | 2 episodes                                                                                |
| 2016–2018       | Timeless                                        | Wyatt Logan                                                                                      | Main role                                                                                 |
| 2017–2018       | Star Wars Forces of Destiny                     | Anakin Skywalker / Boushh (voice)                                                                | 6 episodes                                                                                |
| 2019            | Avengers Assemble                               | Winter Soldier / 2nd Male Reporter (voices)                                                      | Episode: "Vibranium Curtain: Part One"                                                    |
| 2019            | The Mandalorian                                 | New Republic Soldier Davan                                                                       | Episode: "Chapter 6: The Prisoner"                                                        |
| 2020            | Defending Jacob                                 | Jason                                                                                            | Miniseries                                                                                |
| 2020            | Lego Star Wars Holiday Special                  | Anakin Skywalker (voice)                                                                         |                                                                                           |
| 2021            | Jupiter's Legacy                                | George Hutchence                                                                                 | Main role                                                                                 |

### Jocuri video
| An   | Titlu                                        | Rol                       | Note | Ref.  |
| ---- | -------------------------------------------- | ------------------------- | ---- | ----- |
| 2008 | Star Wars: The Clone Wars – Lightsaber Duels | Anakin Skywalker          |      |       |
| 2008 | Star Wars: The Clone Wars – Jedi Alliance    | Anakin Skywalker          |      |       |
| 2009 | Star Wars: The Clone Wars - Republic Heroes  | Anakin Skywalker          |      | [ 2 ] |
| 2011 | Lego Star Wars III: The Clone Wars           | Anakin Skywalker          |      |       |
| 2011 | Star Wars: The Old Republic                  | Darth Sadic / Agent Galen |      |       |
| 2014 | Disney Infinity: Marvel Super Heroes         | Venom                     |      | [ 3 ] |
| 2015 | Disney Infinity 3.0                          | Anakin Skywalker / Venom  |      | [ 4 ] |
| 2016 | Lego Marvel's Avengers                       | Ulysses Klaue             |      |       |
| 2017 | Star Wars Battlefront II                     | Anakin Skywalker          |      | [ 5 ] |